# Passenger (cantante)
Passenger, pseudonimo di Michael David Rosenberg (Brighton & Hove, 17 maggio 1984), è un cantautore britannico.

## Biografia
Michael Rosenberg nasce il 17 maggio 1984 a Hove da madre britannica e padre statunitense. Rosenberg iniziò a studiare chitarra classica sin da piccolo e all'età di 14 anni inizia a scrivere le prime canzoni. A 16 anni lascia la scuola per dedicarsi alla propria carriera musicale. È un grande tifoso dell'Arsenal F.C.

## Carriera musicale

### 2003-2008:Wicked Man's Rest
Grazie al padre, dipendente di una casa di produzione cinematografica, inizia a lavorare con alcuni cantanti (come Jamie Catto) e alcune band britanniche (come i Faithless). Nel 2003, sempre grazie al padre, conoscerà Andrew Philips, con il quale fonderà la Michael Rosenberg's band: col tempo entrano a far parte della band anche Marcus O’Dair (basso), Alon Cohen (batteria) e Richard Brinklow (tastiera), e il nome della band cambia in Passenger, stilizzato "/Passenger." Con i /Passenger., il cantante pubblica un solo album, Wicked Man's Rest, uscito nel 2007. Il gruppo risulta ufficialmente sciolto nel 2009.

### 2009-2010: Inizio della carriera da solista
Dopo la rottura con il gruppo, Rosenberg inizia una carriera da solista mantenendo il nome di Passenger. Si trasferisce in Australia dove lavora come artista di strada, talvolta accompagnando altri gruppi e cantanti australiani. Nel 2009 pubblica l'album Wide Eyes Blind Love, mentre nel 2010 pubblica l'album Flight of the Crow, che vede la partecipazione di numerosi talenti emergenti, come Lior, Kate Miller-Heidke, Boy & Bear, Josh Pyke and Katie Noonan.

### 2011-2013: La collaborazione con Ed Sheeran e il successo diLet Her Go
Nell'estate del 2012 esce l'album All the Little Lights. Contemporaneamente Passenger collabora con Ed Sheeran durante il suo tour nel Nord America e a Parigi aprendo i concerti del cantante britannico. All'inizio del 2013 il singolo Let Her Go ottiene un notevole successo e raggiunge il primo posto in classifica in molti Paesi vendendo oltre 7 milioni di copie in tutto il mondo. Nel 2013 Passenger partecipa anche al Childer in Need Rocks Concert cantando All the Little Lights.

### 2014-2015:WhisperseWhispers II
Nel marzo del 2014 esce l'album Whispers, definito al momento dell'uscita dal cantante stesso "Un album quasi cinematografico, che contiene numerose idee e grandi storie. Ci sono anche momenti di morte e solitudine, ma altrimenti non sarebbe un album di Passenger". Nello stesso anno pubblica il singolo Hearts on Fire.
Nel 2015 esce l'album Whispers II, del quale i profitti vengono destinati all'UNICEF.

### 2016-2017:Young as the Morning, Old as the SeaeThe Boy Who Cried Wolf
Nel 2016 esce il singolo Anywhere, seguito dall'album Young as the Morning, Old as the Sea, che raggiunge la prima posizione nella classifica degli album più venduti nel Regno Unito.
Durante il suo tour nel 2017 Passenger annuncia l'uscita del nuovo album The Boy Who Cried Wolf, che raggiunge la quinta posizione nella classifica inglese degli album più venduti.

### 2018-2020:Runaway, Sometimes It's Something, Sometimes It's Nothing at AllePatchwork
Nel 2018 esce l'album Runaway, anticipato dal singolo Hell or Highwater, registrato interamente negli Stati Uniti e in cui si notano molto le sonorità di questo Paese.
Nel 2019 esce l'album Sometimes it's Something, Sometimes it's Nothing at all.
Nel 2020 esce l'album Patchwork, che include i singoli The Way That I Love You e London in the Spring.

### 2020-presente:Songs for the Drunk and the Broken HeartedeBirds That Flew and Ships That Sailed
Passenger ha annunciato l'uscita dell'album Songs for the Drunk and Broken Hearted nel 2021 preceduto dall'omonimo singolo.
Nell'aprile 2022, l'artista ha pubblicato a sorpresa un nuovo album, Birds That Flew and Ships That Sailed.

## Discografia

### Album in studio
- 2007 – Wicked Man's Rest (con i /Passenger.)
- 2009 – Wide Eyes Blind Love
- 2010 – Divers & Submarines
- 2010 – Flight of the Crow
- 2012 – All the Little Lights
- 2014 – Whispers
- 2015 – Whispers II
- 2016 – Young as the Morning, Old as the Sea
- 2017 – The Boy Who Cried Wolf
- 2018 – Runaway
- 2019 – Sometimes It's Something, Sometimes It's Nothing at All
- 2020 – Patchwork
- 2021 – Songs for the Drunk and Broken Hearted
- 2022 – Birds That Flew and Ships That Sailed

### Album di cover
- 2017 – Sunday Night Sessions

### EP
- 2012 – The Wrong Direction
- 2012 – iTunes Session
- 2012 – Let Her Go
- 2014 – Amazon Artist Lounge
- 2014 – Live Spotify Sydney Opera House
- 2020 – Suzanne
- 2020 – Remember to Forget
- 2021 – Happy Christmas My Dear